# Sejkov
Sejkov est un village de Slovaquie situé dans la région de Košice.

## Histoire
Première mention écrite du village en 1412.

## Démographie

### Évolution de la population
| Année:               | 1994. | 2004.   | 2014.   | 2024.   |
| -------------------- | ----- | ------- | ------- | ------- |
| Nombre de personnes: | 217   | 201     | 207     | 197     |
| Différence:          |       | -7,37 % | +2,98 % | -4,83 % |

| Année:               | 2023. | 2024. |
| -------------------- | ----- | ----- |
| Nombre de personnes: | 197   | 197   |
| Différence:          |       | +0 %  |

## Politique
| Nom         | Parti politique         | Date de l'élection | Fin du mandat |
| ----------- | ----------------------- | ------------------ | ------------- |
| Peter Tokár | KDH,ĽS-HZDS,SNS,SDKÚ-DS | 02.12.2006         | Déc. 2010     |